# Cal Maristany (Sant Cugat del Vallès)

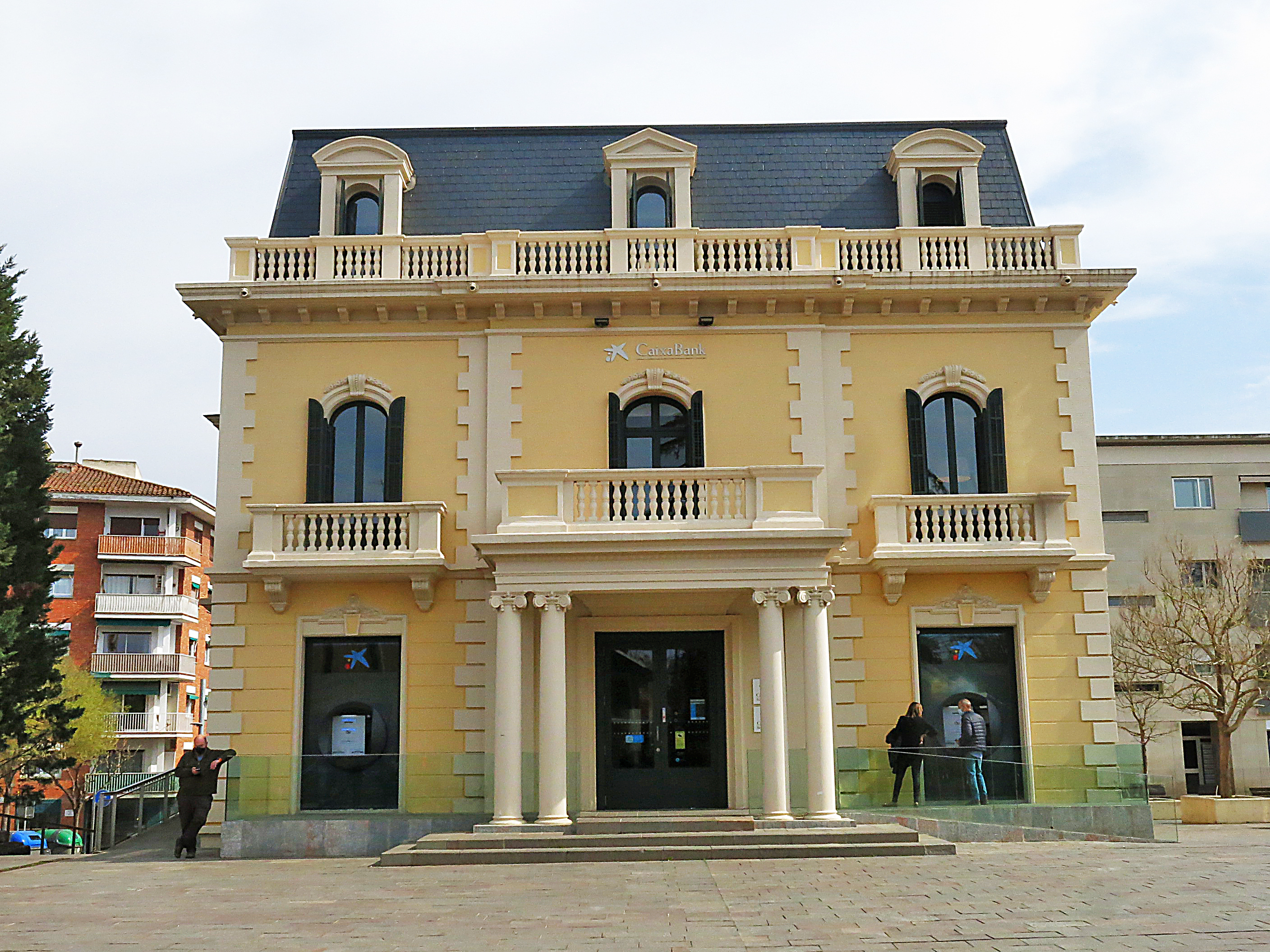
Cal Maristany, huvudfasad mot torget.

Cal Maristany är en byggnad i nyklassicistisk stil i kommunen Sant Cugat del Vallès (Vallès Occidental) i Katalonien i Spanien. Cal Maristany, uppförd 1927, har sedan 2008 varit förklarad som kulturarv.

## Byggnadsbeskrivning
Cal Maristany är en fristående byggnad i franskinspirerad nyklassicistisk stil, som utmärks genom den höga vindsvåningen. Byggnaden består inklusive vind av tre våningar. Huset kännetecknas av sin strikta klassicistiska arkitektur där två balkonger och en altan i övre våningsplanet accentuera huvudfasaden. Altanen bärs upp av dubbla kolonner med kapitäl i jonisk ordning medan balkongerna vilar på kraftiga konsoler. Balkongerna och altanen begränsas av balustrader.
Byggnaden avslutas av en så kallad "fransk" vind, som inramas runt hela huset av en sammanhängande, utkragande balustrad. Huvudfasadens tre vindsfönster är utformade som höga takkupor vilka kröns av frontoner, med omväxlande triangulära och krökta former. Byggnadens hörnkedjor utfördes rusticerade och förstärker den allmänna kompositionen. 
Sido- och bakfasaderna följer huvudfasadens gestaltningsprinciper där bland annat ett tvåsidigt burspråk med höga välvda fönster och pilastrar med kapitäl i jonisk ordning framträder. Proportionerna följer gyllene snittet, som återkommer i hela byggnaden och innefattar bland annat förhållandet mellan fönsterhöjden och balkongerna.
Den estetiskt tilltalande byggnaden har fått förstärkt karaktär genom den senaste renoveringen, utförd av Lluís Millet. Han har lyft fram byggnadens karaktär som står i kontrast till torgets enkla stenytor.

### Nutida bilder

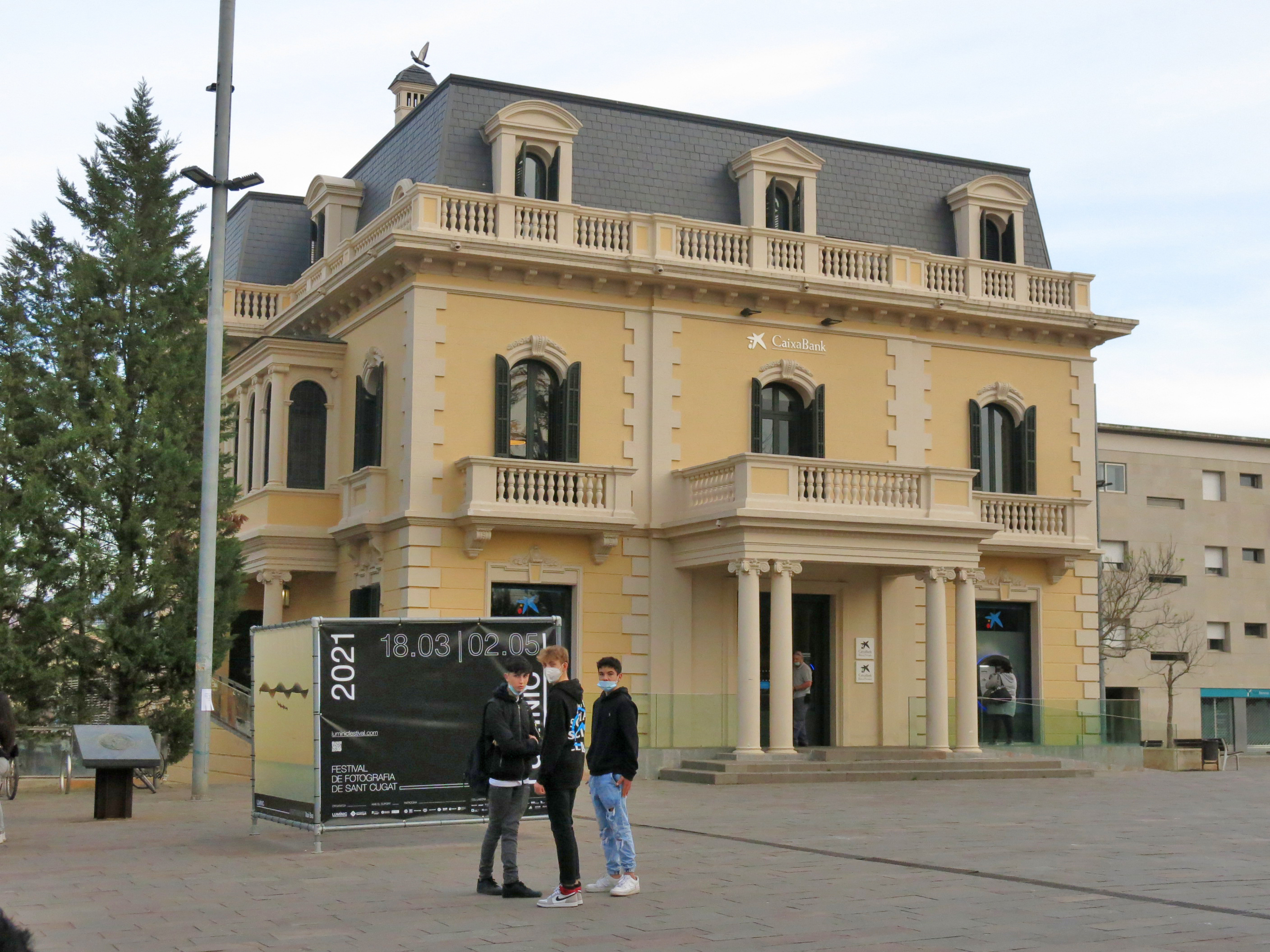
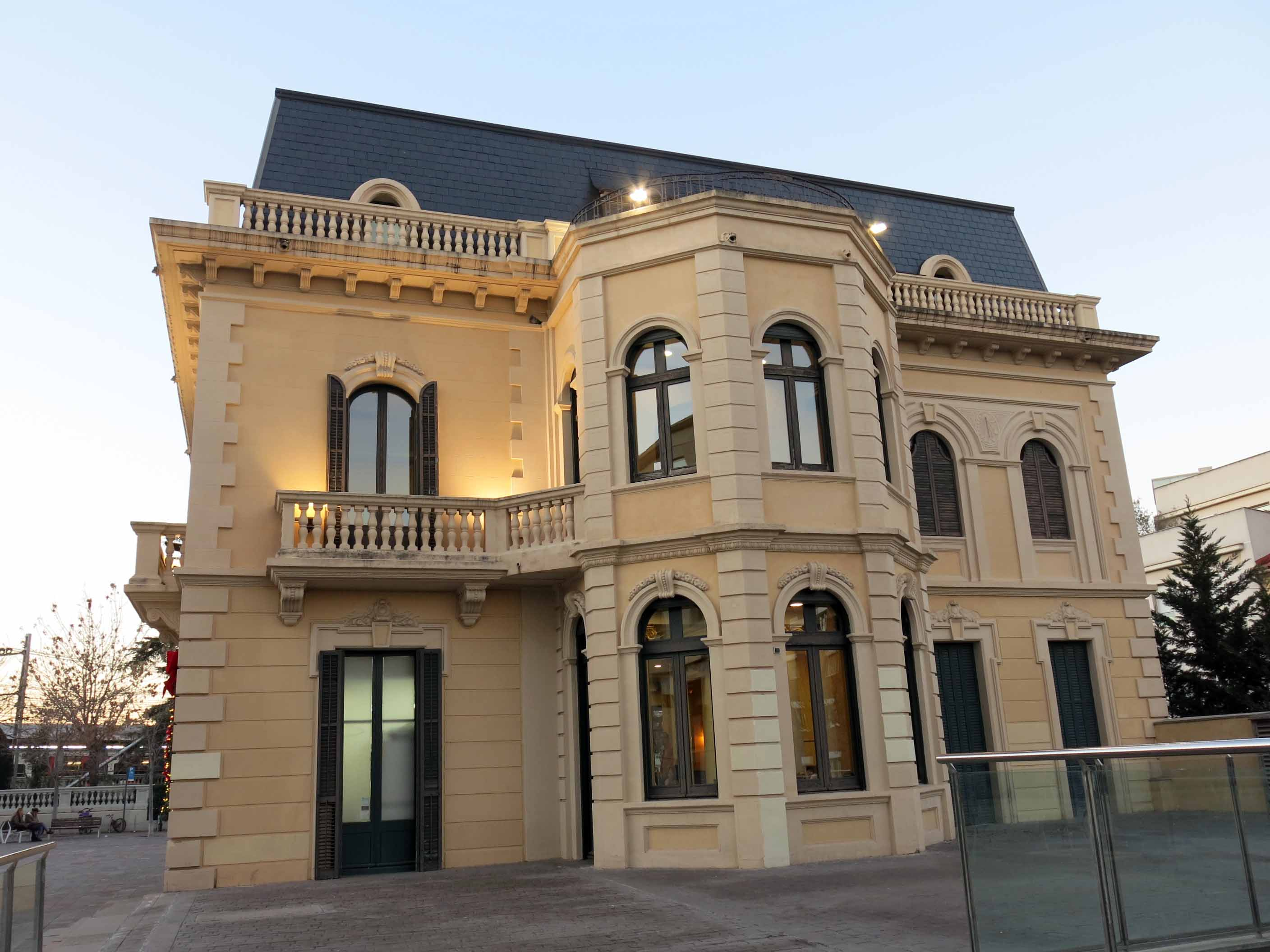
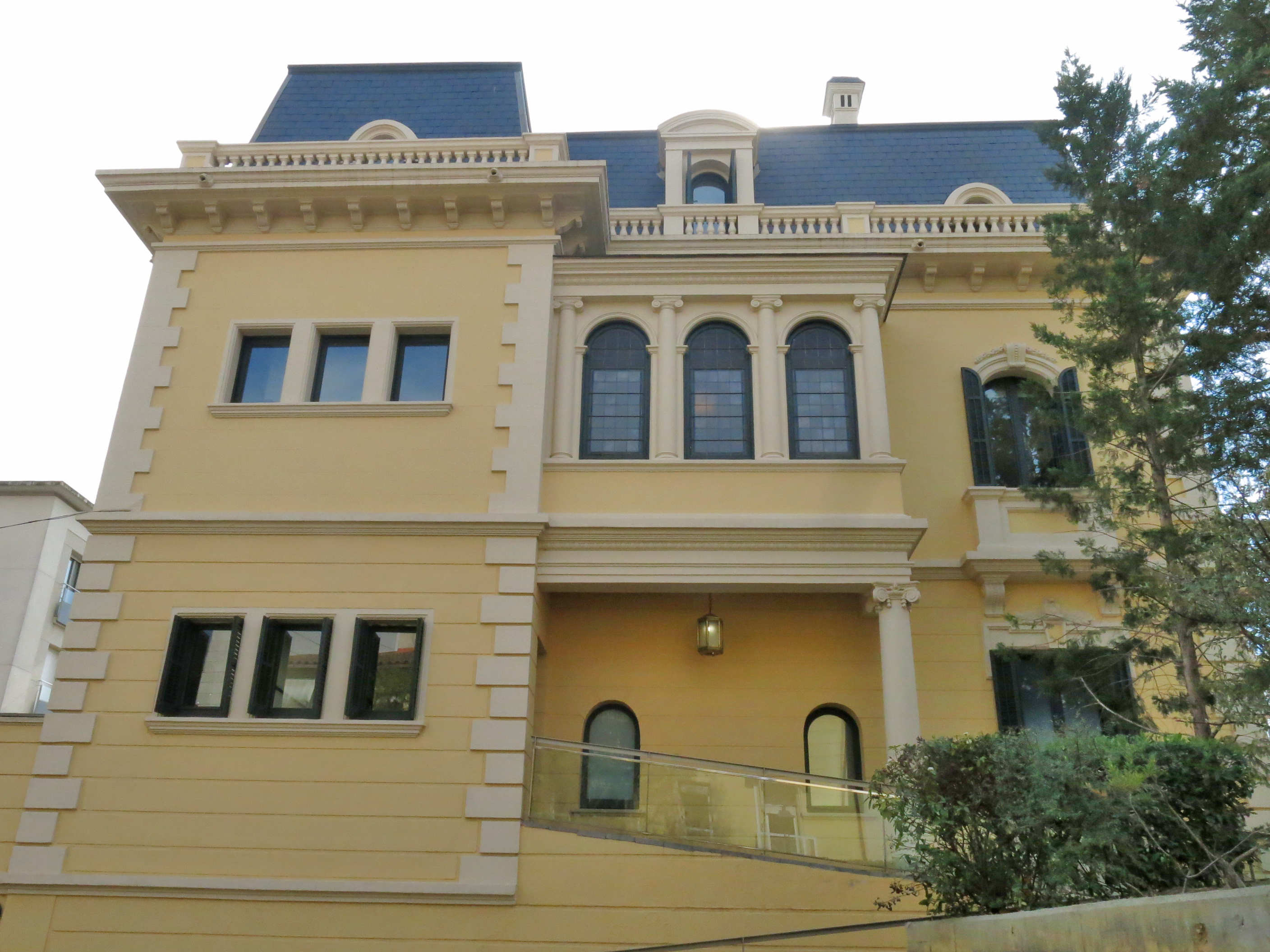
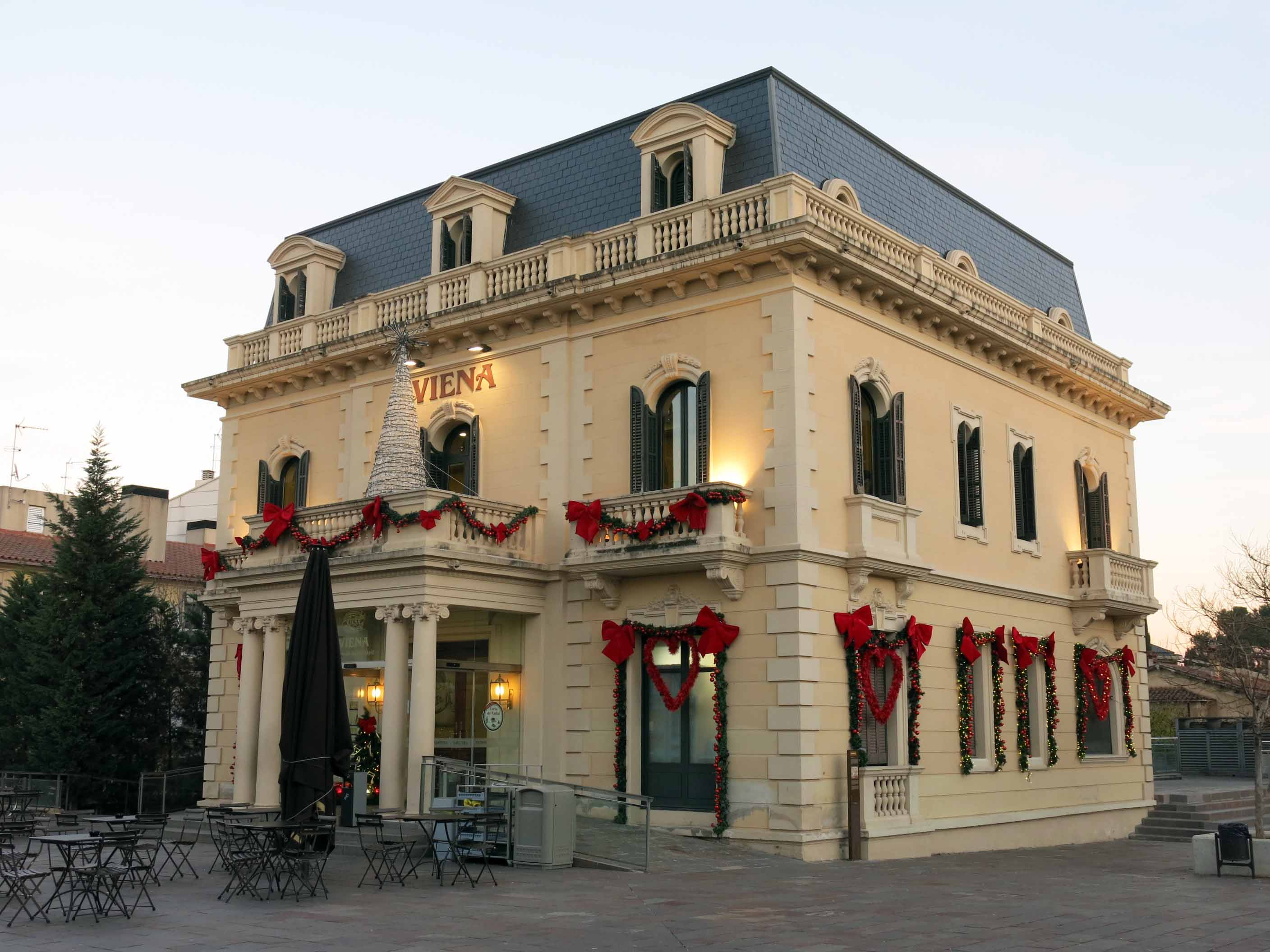

## Historia
År 1920 bad Ròmul Maristany, bosatt i Barcelona och tillverkare av pianon (signatur: R. Maristany), om tillstånd från stadsfullmäktige i Sant Cugat att bygga ett staket på den mark han ägde i kommunen. 1927 bad han om tillstånd att få bygga en herrgård som sommarboende, enligt ett projekt signerat av arkitekten Josep Sala i Comas.
Under spanska inbördeskriget (1936–1939) var huset hem för en republikansk flygflottilj. Fram till slutet av 1970-talet, när huset blev högkvarter för en privat förskola, hade rummen i huset hyrts ut som separata lägenheter. Senare omvandlades det till en samlings- och restauranglokal.
År 2007 valde det Sabadell-baserade företaget Viena byggnaden för att öppna sin första restaurang i kommunen. Den var kvar där fram till 2018. Därefter tog finansinstitutet CaixaBank över som hyresgäst, med avsikt att placera sin nya kontorsfilial där.